# 3e Régiment d'Infanterie de Marine
Il 3e Régiment d'Infanterie de Marine (dal francese "3º Reggimento Fanteria di Marina") è un'unità dell'esercito francese creata nel 1838.